# ویتنی کامینگز
ویتنی کامینگز (انگلیسی: Whitney Cummings؛ زادهٔ ۴ سپتامبر ۱۹۸۲) یک هنرپیشه، فیلم‌نامه‌نویس، و تهیه‌کننده اهل ایالات متحده آمریکا است.
او در فیلم فراموش نشدنی، مغز زنانه و چگونه پایان می‌پذیرد بازی کرده است.